# Верблюжье
Верблю́жье — деревня в Саргатском районе Омской области. Административный центр Верблюженского сельского поселения.

## История
В 1928 году село состояло из 299 хозяйств, основное население — русские. В административном отношении являлось центром Верблюженского сельсовета Любинского района Омского округа Сибирского края.

## Население
| 2010 |
| ---- |
| 965  |

## Улицы
- ул. Автострадная,
- ул. Лесная,
- ул. Почтовая,
- ул. Центральная,
- ул. Юбилейная.